# Kreissparkasse Ravensburg
Die Kreissparkasse Ravensburg ist eine öffentlich-rechtliche Sparkasse mit Sitz in Ravensburg, Baden-Württemberg. Ihr Geschäftsgebiet ist der Landkreis Ravensburg.

## Organisationsstruktur
Die Kreissparkasse Ravensburg ist eine Anstalt des öffentlichen Rechts. Rechtsgrundlagen sind das Sparkassengesetz für Baden-Württemberg und die durch den Verwaltungsrat der Kreissparkasse erlassene Satzung. Organe der Kreissparkasse sind der Vorstand und der Verwaltungsrat.

## Geschäftsausrichtung und Geschäftserfolg
Die Kreissparkasse Ravensburg betreibt als Sparkasse das Universalbankgeschäft. Sie ist Marktführer in ihrem Geschäftsgebiet. Im Verbundgeschäft arbeitet die Kreissparkasse mit der Landesbausparkasse Baden-Württemberg, der Deutschen Leasing, der DekaBank und der Sparkassen-Versicherung zusammen.

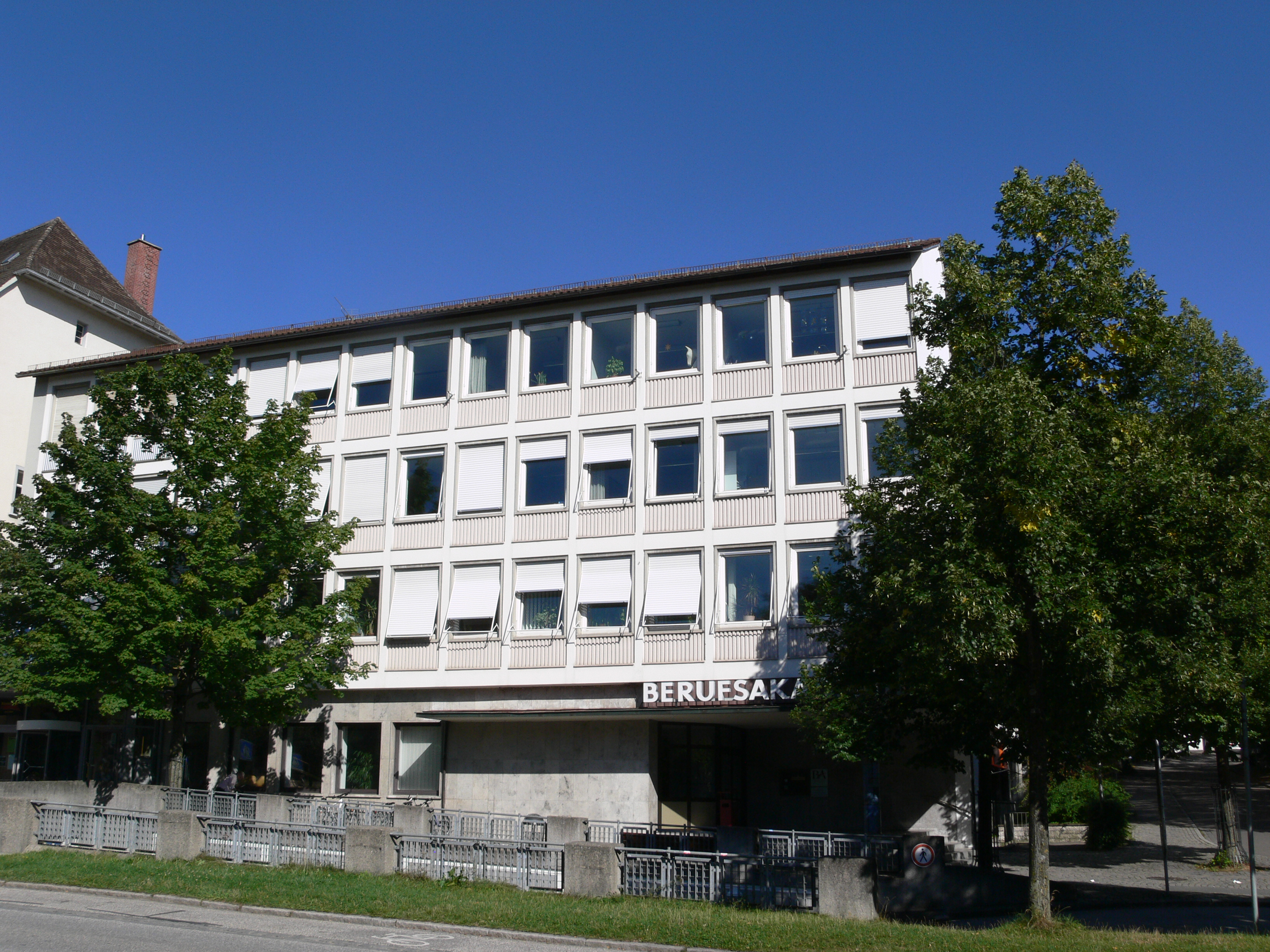
Gebäude der Dualen Hochschule am Marienplatz, bis 1987 Hauptstelle der Kreissparkasse

Die Kreissparkasse Ravensburg wies im Geschäftsjahr 2023 eine Bilanzsumme von 5,814 Mrd. Euro aus und verfügte über Kundeneinlagen von 4,372 Mrd. Euro. Gemäß der Sparkassenrangliste 2023 liegt sie nach Bilanzsumme auf Rang 73. Sie unterhält 58 Filialen/Selbstbedienungsstandorte und beschäftigt 723 Mitarbeiter.

## Geschichte
Die Oberamtssparkasse Ravensburg wurde am 28. August 1822 in der Marktstraße 22 durch Oberamtmann Franz Theodor Wirth gegründet. 1920 wurde die erste Hauptzweigstelle in Weingarten eröffnet. Die Hauptniederlassung wurde 1931 in das zentral gelegene Waaghaus verlegt, welches noch heute als Stadtfiliale verwendet wird. Im Jahr 1956 wurde der Hauptsitz mit 108 Beschäftigten in ein neu erbautes Gebäude am südlichen Marienplatz verlegt, in welchem 1969 der erste Geldautomat im Oberland aufgestellt wurde. Im gleichen Jahr wurde in Wangen ein Neubau für die Filiale der damaligen Sparkasse Wangen bezogen.
Nachdem die Landkreise Wangen und Ravensburg zusammengelegt wurden, wurde auch die Sparkasse Wangen 1973 in die Kreissparkasse Ravensburg eingegliedert. 1987 wurde der vom Architekten Heinz Mohl entworfene postmoderne Neubau westlich der Altstadt bezogen; dort ist seither die Hauptstelle. Im alten Gebäude am Marienplatz ist nun die Duale Hochschule Baden-Württemberg Ravensburg untergebracht.
Die Kreissparkasse nahm 1996 beim Feldversuch zur Geldkarte als Pilotsparkasse teil. 1998 wurde die Hauptfiliale in der Meersburger Straße durch einen Anbau erweitert.
2022 beging die Kreissparkasse ihr 200-jähriges Jubiläum. Sie ist damit die älteste Sparkasse in Baden-Württemberg.

## Stiftungen
Die Kreissparkasse Ravensburg verfügt über mehrere selbständige Stiftungen. Die Stiftungen fördern gemeinnützige, mildtätige und kulturelle Zwecke und sind regional ausgerichtet. Außerdem hat die Kreissparkasse die Bürgerstiftung Ravensburg ins Leben gerufen.

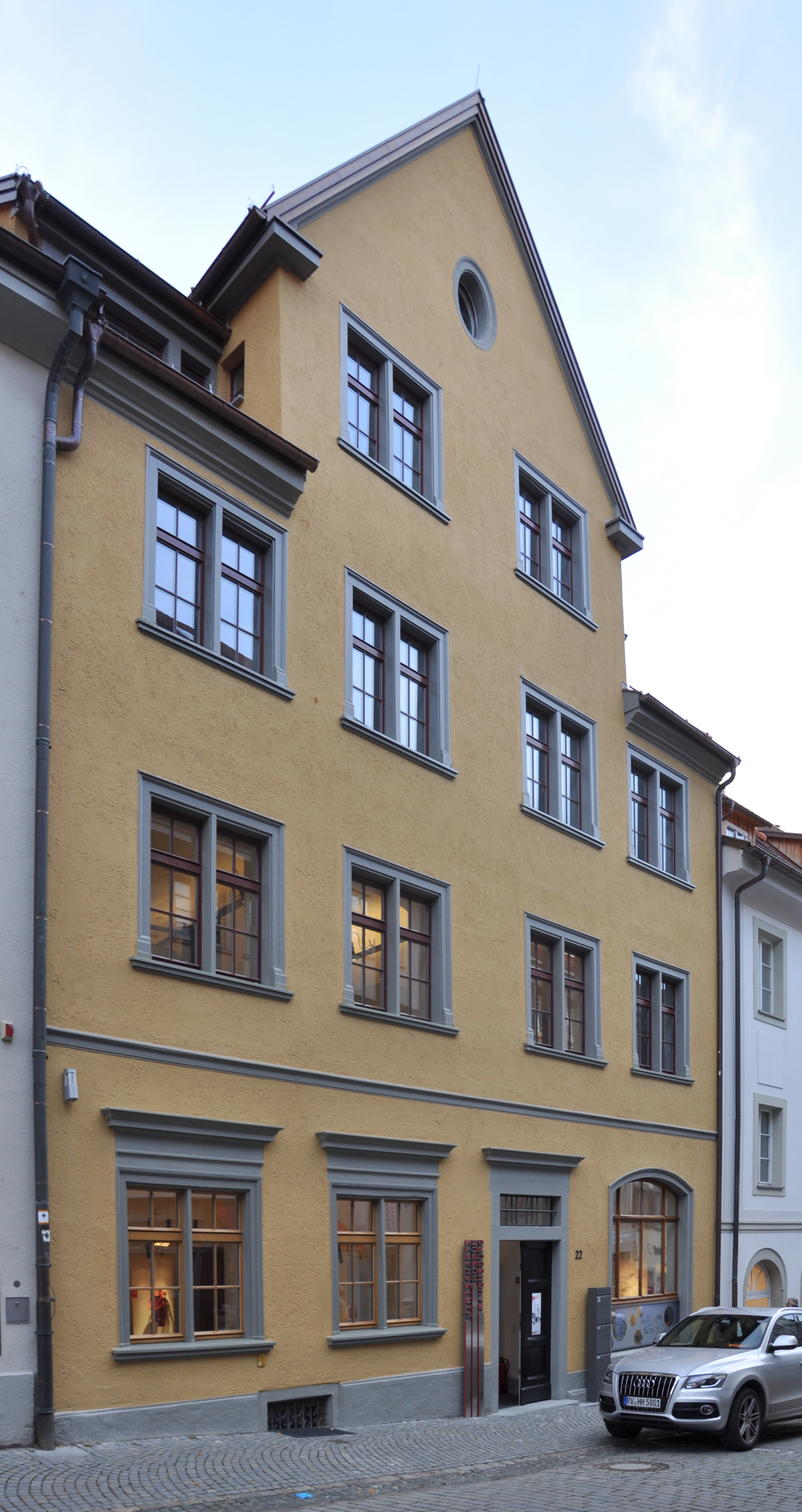
Das Gebäude des Wirtschaftsmuseums in der Ravensburger Marktstraße 22

## Wirtschaftsmuseum Kreis Ravensburg
Das Wirtschaftsmuseum Kreis Ravensburg ist ein Museum zur Wirtschafts- und Gesellschaftsgeschichte des 19. und 20. Jahrhunderts im Landkreis Ravensburg.
Das Museum geht auf eine Stiftung der Kreissparkasse Ravensburg zurück und liegt in der Altstadt von Ravensburg. Es wurde am 27. Oktober 2012 eröffnet. Die Leitung hat Christian von der Heydt.